# Pia

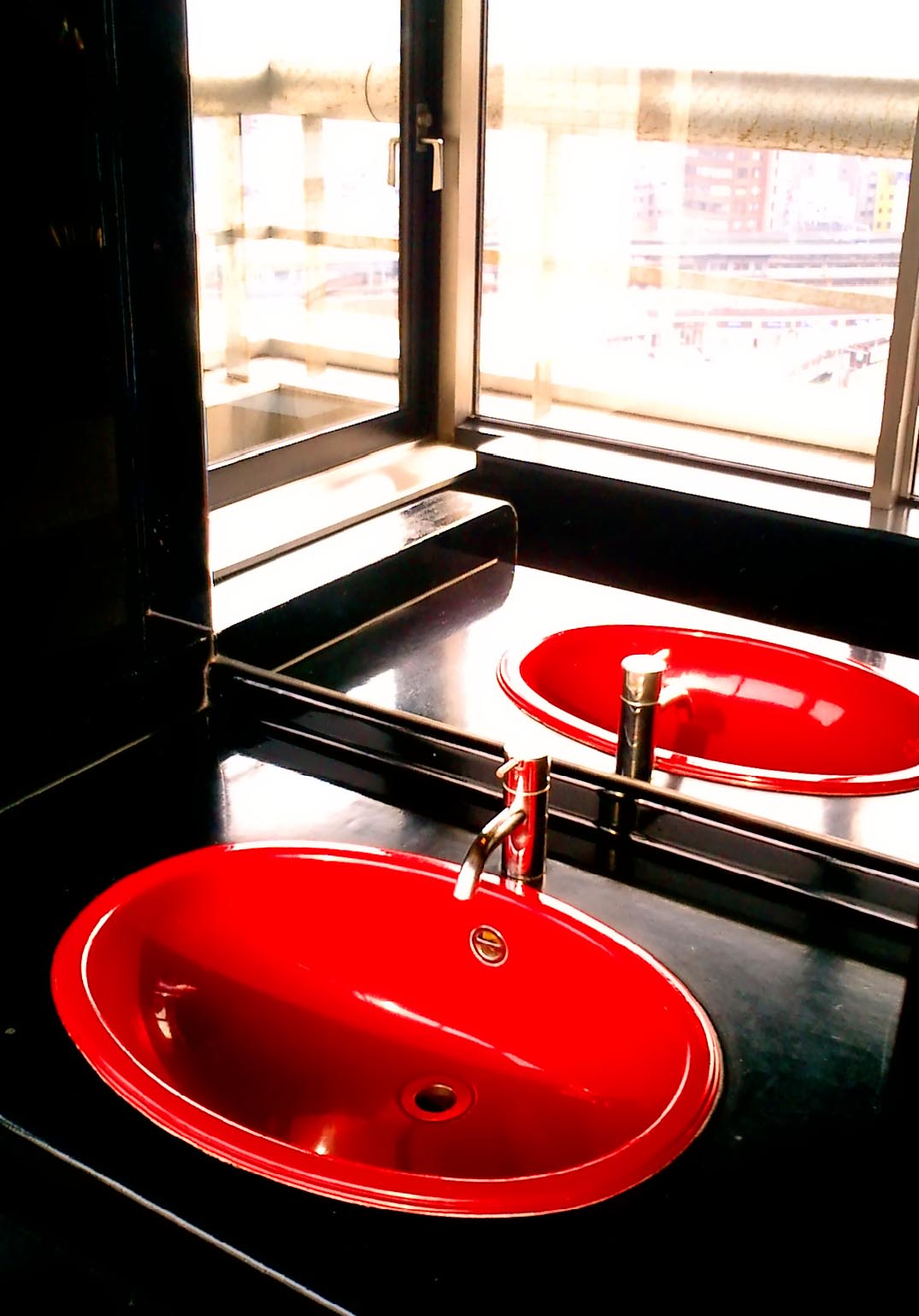
Pia ou lavatório de banheiro

Uma pia ou lavatório (na cozinha: lava-loiça (português europeu) ou lava-louça (português brasileiro) ) é uma plataforma dotada de uma cuba côncava, geralmente com uma torneira (ou duas, uma para água quente, outra para água fria) e ralo, usada principalmente em banheiros e cozinhas.

## Outras denominações e usos
Cozinha
Pode ser de alumínio, cerâmica, porcelana, mármore ou granito, com uma torneira, mas há pias duplas utilizadas na cozinha profissional, numa das quais é feita a lavagem da louça e na outra é feito o enxágue ou se escorre o excesso de água.
Lavatório
Em algumas regiões do Brasil e em Portugal, costuma usar-se a palavra lavatório, como o recipiente onde se lavam as mãos e outras partes superiores do corpo. Alguns decoradores utilizam em seu projeto essa palavra, por a acharem menos "pesada" que pia, devido a um dos seus usos ser a casa de banho (português europeu) ou o banheiro (português brasileiro).
Lava-louça
Em Portugal também é comum designar-se lava-loiça à pia onde se lava a louça, que fica na cozinha.
Religião

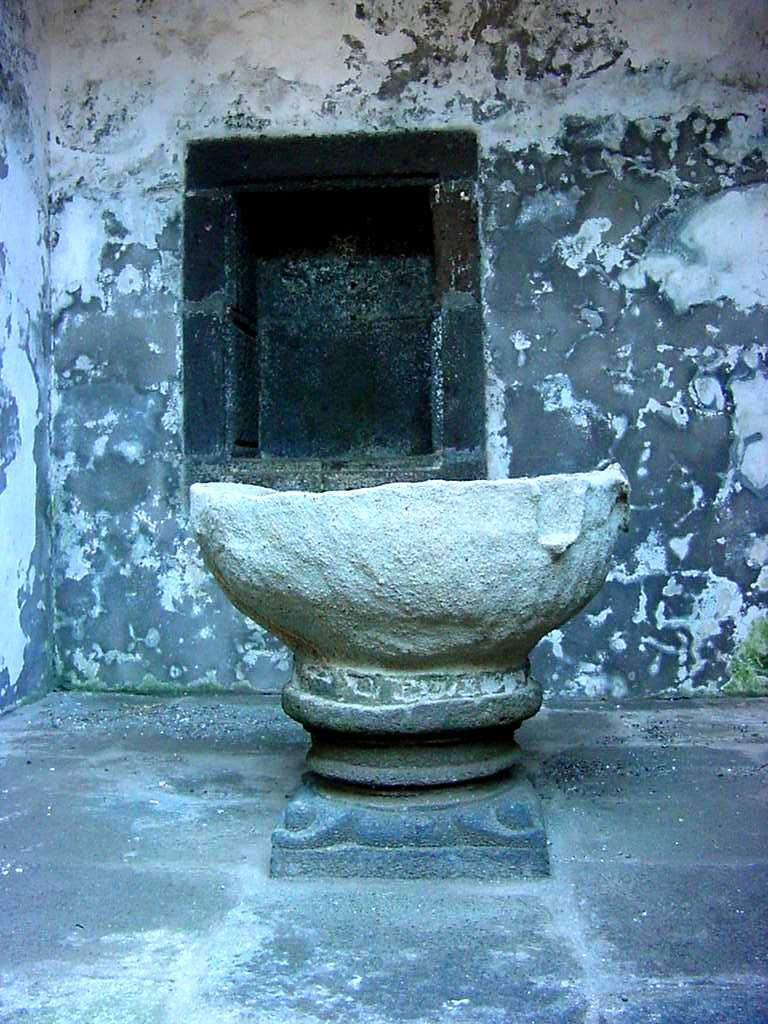
Pia baptismal da Igreja Velha de São Mateus da Calheta destruída por um temporal

A pia batismal é um vaso de pedra localizado no batistério, em que se verte a água utilizada para o sacramento do batismo.

## Formas e material
A pia pode ser:

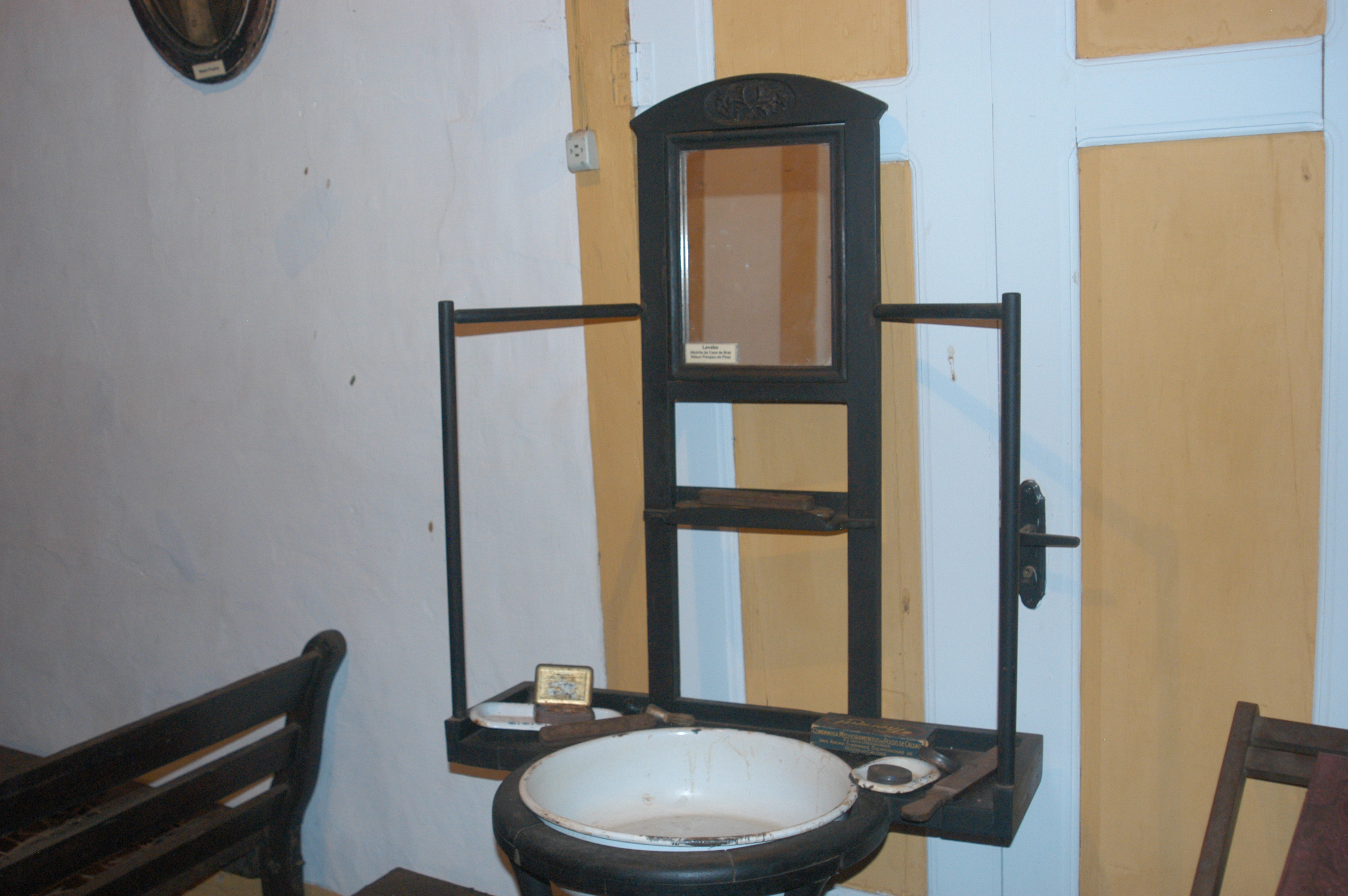
Antiga penteadeira com pia. Acervo do Museu da Família Pompeu

- Retangular - mais usada na cozinha
- Oval - usada comumente no banheiro, por ser de diâmetro menor
- Redonda - às vezes é usada até como pia batismal, em tamanho maior
- Dupla - uma das partes pode ser usada para pré-secagem
- Alumínio - mais fácil de limpar, apesar de riscar facilmente
- Ferro fundido - pias mais antigas usadas por volta do século XVIII
- Cobre ou latão - muito usadas na época do Império Romano pelos nobres
- Aço inoxidável - mais modernas e fáceis de limpar

## Mecânica de uso
A pia com o passar dos tempos foi sendo remodelada de diversas formas. Passando de formados maiores a menores. Seu uso é no geral possui como utilização a lavagem de mãos a utensílios. Sua mecânica de uso se dá por meio das seguintes maneiras:
- Lavagem de mãos: é feito o despojamento de água sobre as mãos e a água desce para o fundo da pia, podendo ou não se escorrido dependendo do tipo de pia
- Lavagem de objetos: de igual modo é despejado água sobre o objeto colocado sobre a pia e a medida que a agua escorre pelo objeto é feito a limpeza.

## Problemas decorrentes
Um dos principais é quando a pia com ralo fica entupido. Por causa disso a cuba da pia fica cheio de água, impedindo assim sua utilização. Umas das soluções para como desentupir pia seria a utilização de alguns materiais como soda cáustica, arame ou mangueira longa, bicarbonato de sódio, garrafa pet.[carece de fontes?]